# Island of Lost Minds
Albums de Buckethead
Bucketheadland 2
(2003) Population Override
(2004)
Island of Lost Minds est le onzième album de Buckethead, sorti le 19 mars 2004. Une deuxième sortie fut prévue pour le 16 février 2006.

## Liste des pistes
| 1.    | Island of Lost Minds                             | 3:32 |
| 2.    | Shock Therapy Side Show                          | 3:15 |
| 3.    | Dream Darts                                      | 5:25 |
| 4.    | Vacuum Tube Implant                              | 3:36 |
| 5.    | Skull Scrape                                     | 3:42 |
| 6.    | Ice Pick Through Eyes                            | 2:49 |
| 7.    | Four-Sided Triangle                              | 2:24 |
| 8.    | Korova Binge Bar                                 | 5:31 |
| 9.    | Bruised Eye Sockets                              | 2:08 |
| 10.   | Mud of the Gutter                                | 3:09 |
| 11.   | The Cuckoo Parade                                | 4:35 |
| 12.   | Viravax                                          | 3:54 |
| 13.   | Lobotomizer (Scariest Rollercoaster of All Time) | 3:32 |
| 47:32 |                                                  |      |

## Remarques
- La piste #8, «Korova Binge Bar», est une référence au film «L'Orange mécanique».
- Le style général de l'album est semblable à celui de Cuckoo Clocks of Hell, album par Buckethead datant de la même année.
- Le titre de l'album, « Island of Lost Minds », est un jeu de mots sur le titre du film de 1932 Island of Lost Souls (L'Île du docteur Moreau).